# Skępe (gmina 1932–1954)
Skępe – dawna gmina wiejska istniejąca w latach 1932–1954 w woj. warszawskim, pomorskim i bydgoskim. Siedzibą władz gminy było Skępe.
Jednostka powstała 1 października 1932 roku w powiecie lipnowskim w woj. warszawskim, po wyłączeniu z dotychczasowej gminy Skępe osady Skępe i wsi Wymyślin, z których utworzono odrębną wiejską gminę o nazwie Skępe. Pozostały obszar starej gminy Skępe przemianowano na gminę Narutowo, zachowując jednak siedzibę władz w Skępem.
1 kwietnia 1938 roku gminę wraz z całym powiatem lipnowskim przeniesiono do woj. pomorskiego. Po wojnie gmina weszła w skład terytorialnie zmienionego woj. pomorskiego, przemianowanego 6 lipca 1950 roku na woj. bydgoskie. Według stanu z 1 lipca 1952 roku gmina (na wzór gmin miejskich) nie była podzielona na gromady.
Gmina została zniesiona 29 września 1954 roku wraz z reformą wprowadzającą gromady w miejsce gmin. Jednostki nie przywrócono 1 stycznia 1973 roku po reaktywowaniu gmin, utworzono natomiast wielowioskową gminę Skępe, składającą się głównie z obszarów dawnych gmin Narutowo i Skępe (a więc o zasięgu terytorialnym sprzed podziału jednostek w 1932 roku).